# Рица (разведывательный корабль)
«Рица», до 1968 года «Березина»— средний разведывательный корабль, переоборудованный для специальных задач сухогруз проекта 1849 типа «Тарту», Черноморского флота ВМФ СССР. Входил в состав 112-й бригады разведывательных кораблей.

## Постройка
Серия сухогрузов типа «Тарту» для гражданского и военного флотов СССР была построена в Венгрии, Будапешт, на ССЗ «Angyalfold-Budapest».
Судно было построено как сухогруз «Березина» по проекту 1849 (заводской № 2154) в 1967 году в Венгрии. С 1968 году судно получило новое название — «Рица». В 1970 году оно было передано ВМФ как военный транспорт Балтийского флота, а в 1973 году было переоборудовано в средний разведывательный корабль с установкой РЛС радио-электронной борьбы «Рычаг-БМ1».

## ТТХ
- Водоизмещение: 2178 т.
- Размеры: длина — 75,54 м, ширина — 11,3 м, осадка — 3,98 м.
- Скорость полного хода: 10,7 узлов.
- Дальность плавания: 3000 миль при 10 узлах.
- Силовая установка: 1 дизель, 1000 л. с.
- Экипаж: 26 чел[2].

## Служба
Входил в состав 112-й бригады разведывательных кораблей ЧФ. До 1977 классифицировалось как экспедиционное океанографическое судно.
Отмечался в ВМФ СССР как корабль РЭБ, который успешно обеспечивал создание помеховой обстановки на мероприятиях боевой подготовки.
24 августа 1993 года корабль был исключен из состава флота.